# أنخيل رولدان
أنخيل رولدان (مواليد 6 ديسمبر 1920) هو مبارز بالسيف مكسيكي، مثّل بلاده في الألعاب الأولمبية الصيفية 1960.

## روابط خارجية
أنخيل رولدان على موقع أوليمبيديا (الإنجليزية)